# Знаме на Република Сръбска
Знамето на Република Сръбска представлява националното сръбско знаме – три равно големи хоризонтално разположени ивици в реда червено, синьо и бяло.
Според решението на Конституционния съд на Босна и Херцеговина от 31 март 2006 година това знаме е дискриминационно спрямо останалите две общности в страната – бошняци и хървати, тъй като в този му вид представлява сръбски символ. Това знаме трябва да бъде сменено с друго в рамките на 6 месеца след обявяването на решението.